# Metaporana conica
Metaporana conica är en vindeväxtart som beskrevs av Verdcourt. Metaporana conica ingår i släktet Metaporana och familjen vindeväxter. Inga underarter finns listade i Catalogue of Life.